# Пагано - Томе (Кунео)
Пагано - Томе је насеље у Италији у округу Кунео, региону Пијемонт.
Према процени из 2011. у насељу је живело 20 становника. Насеље се налази на надморској висини од 391 м.